# جايسون دود
جايسون دود (بالإنجليزية: Jason Dodd)‏ (2 نوفمبر 1970 بباث في المملكة المتحدة - ) هو مدرب كرة قدم ولاعب كرة قدم بريطاني في مركز الظهير. شارك مع منتخب إنجلترا تحت 21 سنة لكرة القدم. أما مع النوادي، فقد لعب مع برايتون أند هوف ألبيون ونادي ساوثهامبتون وEastleigh F.C. ‏ ونادي باث سيتي ونادي بليموث أرجايل.

## وصلات خارجية
- جايسون دود على موقع قاعدة بيانات كرة القدم.إي يو (الإنجليزية)
- جايسون دود على موقع Soccerbase.com (لاعب) (الإنجليزية)
- جايسون دود على موقع عالم كرة القدم.نت (الإنجليزية)